# Hylemera vinacea
Hylemera vinacea är en fjärilsart som beskrevs av Pierre E.L. Viette 1970. Hylemera vinacea ingår i släktet Hylemera och familjen mätare. Inga underarter finns listade i Catalogue of Life.